# Геліокл I
Геліокл I (грец. Ἡλιοκλῆς; *д/н — †бл. 130 до н. е.) — останній цар Греко-Бактрійської держави у 145 до н. е.—130 до н. е..

## Життєпис
Походив з династії Євкратидів. Син Євкратида I, царя Греко-Бактрії. Про його молоді роки замало відомостей. Після загибелі батька у 145 році до н. е. Геліокл I зумів закріпитися в області Паропамісади. Тут розпочав війну з Менандром I, індо-грецьким царем, яка тривала до 140 року до н. е. Геліокл I зазнав невдачі, втративши східні землі.
У 140 році до н. е. втрутився у боротьбу в Бактрії, перемігши брата Платона I, ставши новим царем усього Греко-Бактрійського царства. Того ж року в союзі з Деметрієм II, царем Селевкідів, проти Парфянського царства, але союзники 138 року до н. е. зазнали поразки від Мітрідата I.
Втім невдовзі стикнувся з нападами племен юечжі. Зрештою близько 130 року до н. е. зазнав нищівної поразки від ворога й загинув. В результаті Греко-Бактрія припинила своє існування. Частиною володінь Геліокла I — Паропамісадами — оволодів Менандр I.